# Billbergia kuhlmannii
Espèce
Classification phylogénétique
Billbergia kuhlmannii est une espèce de plantes de la famille des Bromeliaceae présente en Bolivie et au Brésil.

## Distribution
L'espèce est présente en Bolivie et au centre-ouest du Brésil.

## Description
L'espèce est épiphyte.